# Teorija igara
Teorija igara grana je primijenjene matematike koja izučava strategijske situacije odnosno situacije sukoba i kooperacije u kojima uspjeh neke racionalne osobe odnosno učesnika u odlučivanju ovisi o odlukama drugih racionalnih osoba.
U 20. stoljeću teorija igara izrazito se razvila. Veći pomak u razmatranju igara s nula-zbrojem proizveo je John von Neumann, koji je kasnije bio koautor knjige Theory of Games and Economic Behavior (Teorija igara i ekonomsko ophođenje) 1944. godine s ekonomistom Oskarom Morgensternom. U ovoj knjizi Von Neumann i Morgenstern teoretiziraju ekonomsko ponašanje raznih subjekata rabeći razne kooperativne igre. U drugom izdanju knjige Von Neumann i Morgenstern iznijeli su koristi i primjene ove teorije igara za statističare i ekonomiste kako bi mogli razmotriti odluke subjekata pod neizvjesnim uvjetima.
Teorija igara ima primjenu u objašnjavanju situacija u ekonomiji, sociologiji, ekologiji, politici itd.

## Opća primjena

### Politika
Teorija igara primijenjuje se u političkim znanostima, a osobito u područjima kao što su pravična dioba, politička ekonomija, ratno pregovaranje, pozitivna politička teorija, i teorija društvenog izbora. U svim ovim navedenim područjima istraživači su razvili teoretske modele igara u kojem su sudionici glasači, države, interesne skupine i političari.
Prvi primjer primjene teorije igara u političkim znanostima izveo je Anthony Downs, koji je u svojoj knjizi An Economic Theory of Democracy (Ekonomska teorija demokracije) rabio hotellingov zakon u objašnjavanju političkog procesa. Downs je bio prva osoba koja je dokazala da će politički kandidati odnosno stranke težiti prema ideologiji koja će udovoljavati vrijednostima središnjice ako su glasači potpuno upoznati s činjenicama, ali također je tvrdio da glasači isto tako svjesno odlučuju ostati neupućeni što na kraju omogućava kandidatima da se odvoje u svojim nastupima.

## Simetrične/asimetrične
|   | E   | F   |
| - | --- | --- |
| E | 1,2 | 0,0 |
| F | 0,0 | 1,2 |